# Samar-Kobra
Die Samar-Kobra (Naja samarensis) ist eine endemisch auf den Philippinen vorkommende Speikobra, die der Gattung der Echten Kobras angehört. Der Artname bezieht sich auf die Insel Samar, woher das Exemplar, das für die Erstbeschreibung herangezogen wurde, stammt.

## Beschreibung
Die Samar-Kobra erreicht normalerweise eine Länge von bis zu 1,20 Metern. Die Färbung der Schlangen variiert von Dunkelbraun über Dunkelgrau bis hin zu Schwarz. Die Unterseite des Kopfes und der Hals haben eine gelbe Farbe. Der Hals ist von auffälligen gelben bis orangegelben Streifen eingefasst. Wie die meisten Kobras vermag sie ihren Nacken zu einem Halsschild zu spreizen. Die Schuppenlängsreihen betragen 21 bis 23 um den Hals, 19 in der Körpermitte und 13 im Schwanzbereich. Die Anzahl der Ventralia (Bauchschuppen) liegt zwischen 162 und 178 und die der Subcaudalia zwischen 42 und 50.
Aufgrund der charakteristischen Halszeichnung ist die Samar-Kobra unverwechselbar.

## Toxizität
Zur Verteidigung gegen Feinde speit die Samar-Kobra einen gezielten Giftstrahl in Richtung der Augen des Feindes. Wenn das Gift in die Augen eines Menschen gelangt, verursacht es starke Schmerzen und zuweilen Beschädigungen des Augapfels. Sofern die Augen nicht ordnungsgemäß ausgespült werden, kann dies im schlimmsten Fall zu einer Erblindung führen. Bezüglich der möglichen Gegengifte nach Bissen durch die Samar-Kobra liegen nur wenige Ergebnisse vor. In einer Studie wurden im Jahr 2020 Untersuchungen mit den Giften bei der Philippinischen Kobra (Naja philippinensis) sowie der Samar-Kobra vorgenommen. Dabei ergab sich, dass das Purified Cobra Antivenom (PCAV), als das zu diesem Zeitpunkt einzig verfügbare Antivenom, nur mäßig wirksam war.

## Lebensweise
Die Samar-Kobra ist bodenbewohnend, dämmerungs- und nachtaktiv und jagt gerne auf vegetationsreichen Flächen. Zu ihrer Nahrung zählen in erster Linie Frösche, kleine Säugetiere und Reptilien sowie gelegentlich auch andere Schlangen oder Vögel. Die jeweilige Beute wird durch einen Biss mit einer Giftinjektion betäubt bzw. getötet und anschließend im Ganzen verschlungen. Die Art pflanzt sich durch Oviparie (eierlegend) fort. Zu den Fressfeinden zählt u. a. der Affenadler (Pithecophaga jefferyi).

## Verbreitung und Lebensraum

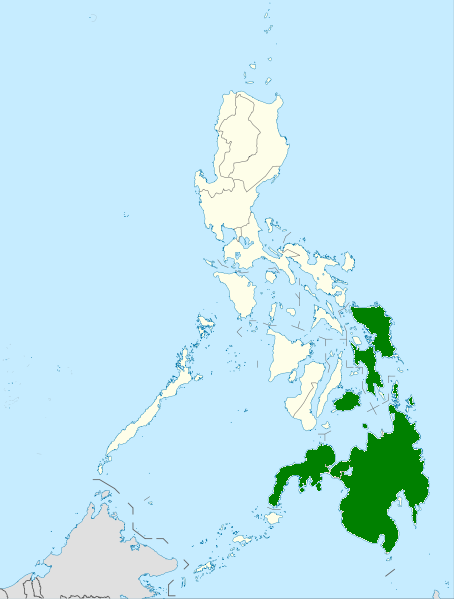
Verbreitungsgebiet der Samar-Kobra auf den Philippinen

Die Samar-Kobra lebt endemisch auf den südlichen philippinischen Inselgruppen Visayas und Mindanao. Aufgrund ihres Vorkommens wird sie im englischen Sprachgebrauch deshalb zuweilen als Southern Philippine Cobra, Visayan Cobra oder Samar Cobra bezeichnet. Gebräuchlich ist auch der Name Peters’ Cobra, der sich auf den Erstbeschreiber Wilhelm Peters bezieht. Die Schlange besiedelt überwiegend mäßig feuchte Wälder und buschige Wiesen, breitet sich jedoch auch in Kulturlandschaften aus, da dort oft ein vielseitigeres Futterangebot verfügbar ist.

## Gefährdung
Trotz des relativ begrenzten Lebensraums auf einigen philippinischen Inseln wird die Samar-Kobra von der Weltnaturschutzorganisation IUCN als „Least Concern = nicht gefährdet“ klassifiziert. Die Art ist jedoch regional durch Verfolgung und sogar Fangprämien gefährdet. Teilweise wird sie auch zum Essen oder als traditionelle Medizin gesammelt. Einige Kobras werden nach China exportiert, vermutlich ebenfalls für die Verwendung in der Traditionellen chinesischen Medizin.

## Systematik
Die Art wurde 1861 von dem deutschen Naturforscher Wilhelm Peters als Naja tripudians var. samarensis erstbeschrieben.